# The Release Party
Albums de Dilated Peoples
20/20
(2006)
The Release Party est un documentaire, comprenant un DVD et un album, retraçant la carrière des Dilated Peoples.

## Liste des titres
| No | Titre                                     | Contient un (des) sample(s) de          | Durée |
| -- | ----------------------------------------- | --------------------------------------- | ----- |
| 1. | The Release Party                         | Fantasia de Yūji Ōno & His Project      | 4:16  |
| 2. | Spit It Clearly (featuring The Alchemist) | Offer I Can't Refuse de Klymaxx         | 4:33  |
| 3. | Mr. Slow Flow (Remix) (featuring PMD)     |                                         | 4:02  |
| 4. | Expansion Team Soundsystem                |                                         | 4:48  |
| 5. | Olde English (Remix) (featuring Defari)   | Fire on High d'Electric Light Orchestra | 4:19  |
| 6. | Hot and Cold (Remix) (featuring Casual)   |                                         | 4:42  |
| 7. | The Eyes Have It (Remix)                  |                                         | 4:19  |